# Conophytum auriflorum
Conophytum auriflorum là một loài thực vật có hoa trong họ Phiên hạnh. Loài này được Tischer mô tả khoa học đầu tiên năm 1927.